# 狗狗部落客
《狗狗部落客》（英語：Dog with a Blog）是一部美國喜劇型電視連續劇，於2012年10月12日到2015年9月25日在迪士尼頻道播出。該系列主演有吉娜維芙·漢內柳斯、布萊克·邁克、法蘭西絲·卡帕爾、雷甘·伯恩斯與貝絲·萊特福特,還有負責配音的史蒂芬·富勒。

## 故事背景
本劇集系列為迪士尼頻道開台以來，繼《我愛夏莉》之後少有的一部純粹以家庭為中心的情景喜劇。劇情焦點放在居住於加利福尼亞州帕薩迪納市的重組家庭：珍妮－詹姆斯家庭。
在愛葳·珍妮的母親艾倫與泰勒和寇兒·詹姆斯的父親班奈特結婚1年後，2方子女仍持續爭鬥不休，所以現在新家庭需要對共同生活做出一些調整。當愛葳、泰勒和寇兒在第一集中意外發現他們家的新狗史坦居然可以說話時，他們此刻終於形成統一戰線，並同意將這一點與父母保密。不過這家人並不知道史坦其實還有一個博客，牠每集結尾（深夜）都在那裡發布這個家庭每日發生的事件。日後孩子們極力防護史坦的說話能力曝光，擔心外界發現這個祕密後，牠將被帶走進行實驗。
台灣版目前僅播出2季，第一季以配音播映，第二季以原音播映，故有兩種（配音版/原音版）譯名。

## 劇集
| 季數 | 集数 | 集数 | 首播日期       | 首播日期      |
| 季數 | 集数 | 集数 | 首映           | 季终          |
| ---- | ---- | ---- | -------------- | ------------- |
| 1    | 22   | 22   | 2012年10月12日 | 2013年8月25日 |
| 2    | 24   | 24   | 2013年9月20日  | 2014年9月12日 |
| 3    | 23   | 23   | 2014年9月26日  | 2015年9月25日 |

## 角色

### 主要角色
- 愛葳·珍妮/愛芙莉·詹尼斯（Avery Jennings）（吉娜維芙·漢內柳斯飾演）（国语配音：穆宣名）

艾倫女兒及班奈特繼女，泰勒繼妹與寇兒繼姊。為人十分有條不紊且討厭哥哥的作為。
- 泰勒·詹姆斯（Tyler James）（布萊克·邁克飾演）（国语配音：鈕凱暘）

班奈特兒子及艾倫繼子，愛葳繼兄與寇兒之兄。為人十分散漫懶惰且被愛葳討厭，2人於故事一開始就不斷吵架。
- 寇兒·詹姆斯/克羅伊·詹姆斯（Chloe James）（法蘭西絲·卡帕爾飾演）（国语配音：謝佼娟）

班奈特女兒及艾倫繼女，泰勒之妹與愛葳繼妹。非常喜歡吃糖果
- 史坦/史丹(Stan) （原版配音：史蒂芬·富勒）（国语配音：馬伯強）

詹姆斯－珍妮/詹姆斯－詹尼斯家庭（James-Jennings family）的新狗，由班奈特引入家中。
在進入這家庭之前輾轉換過數位主人,一直默默用部落格紀錄這個家庭的事蹟，直到第2季結尾史坦因前一天晚上過於勞累忘記關電腦，才使部落格在愛葳、泰勒和寇兒三人面前曝光。
- 班奈特·詹姆斯/班尼特·詹姆斯（Bennett James）（雷甘·伯恩斯飾演）（国语配音：王希華）

泰勒及寇兒父親，愛葳繼父。知名兒童心理醫生兼暢銷作家
- 艾倫·珍妮/艾倫·詹尼斯（Ellen Jennings）（貝絲·萊特福特飾演）（国语配音：謝佼娟）

泰勒及寇兒繼母，愛葳母親。她一直都不喜歡史坦; 然而在萬聖節結束時，她和史坦相處融洽。後來透露，她不喜歡史坦，因為她以前遇到一隻突然離開她的狗。

### 次要角色
- 琳賽（Lindsay）(凱伊拉·梅索（Kayla Maisonet）飾演)

愛葳閨密兼同校同學
- 妮琪（Nikki Ortiz）(德尼絲·滕茨（Denyse Tontz）飾演) (国语配音：謝佼娟)

愛葳好友兼泰勒現任女友。她有一隻名叫艾薇塔（Evita）的狗，史坦鄙視她，因為她太過分了。妮琪從薩爾瓦多搬來，很有才華甚至很引人喜歡。
- 卡爾·芬克（Karl Fink） (LJ Benet)

與愛葳亦敵亦友的鄰居
- 麦克斯（Max） (丹妮爾·索伊貝爾曼(Danielle Soibelman)飾演)

愛葳與琳賽最好的朋友
- 韋斯 (Wes) (派頓·邁爾飾演)

愛葳第二季迷戀對象

## 播送
全世界的節目在迪士尼頻道播出。該系列產品在美國首演於2012年10月12日 ，並在加拿大2012年11月23日，該節目後來在英國和愛爾蘭首演於2012年12月21日，在印度，該系列於2013年12月1日在印度迪士尼頻道 和2017年10月30日迪士尼國際高清上首播。 第二季於2014年11月26日首播。該系列於2013年3月2日在新加坡首播，並於2013年3月25日在澳大利亞和新西蘭 首播。在泰國，該系列於2017年2月18日首播。

## 外部連結
- 官方网站
- 互联网电影数据库（IMDb）上《狗狗部落客》的资料（英文）
- 狗狗部落客維基 （页面存档备份，存于）